# Baiyun (Guiyang)
Baiyun (chinesisch 白云区, Pinyin Báiyún Qū) ist ein chinesischer Stadtbezirk der bezirksfreien Stadt Guiyang, der Hauptstadt der Provinz Guizhou im Südwesten der Volksrepublik China. Sie hat eine Fläche von 268,7 km² und zählt 295.800 Einwohner (Stand: Ende 2018). Regierungssitz ist die Großgemeinde Yanshanhong (艳山红镇).

## Administrative Gliederung
Auf Gemeindeebene setzt sich der Stadtbezirk aus vier Straßenvierteln, drei Großgemeinden und zwei Gemeinden zusammen. 